# Populierensneeuwmot
De populierensneeuwmot (Leucoptera sinuella) is een vlinder uit de familie sneeuwmotten (Lyonetiidae). De wetenschappelijke naam is voor het eerst geldig gepubliceerd in 1853 door Reutti.
De soort komt voor in Europa.